# Мала Покровка
Мала́ Покро́вка — село в Україні, у Синельниківському районі Дніпропетровської області. Входить до складу Слов'янської сільської громади.Населення становить 24 особи.

## Географія
Село Мала Покровка розміщене біля витоків річки Сухий Бичок, нижче за течією на відстані 2 км розташоване село Марʼянка.

## Історія
На мапах XIX сторіччя у межах Малої Покровки розташовувалися панські поселення: на правому березі річки Бичок власне Мала Покровка й Лисаветпіль, а на протилежному боці річки — Бланж, Боголюбівка, хутір Боголюбів (або Петухів) та Веселе.
За даними 1859 року у Бланжі було 16 домогосподарств та 144 мешканця; у Боголюбівці — 10 домогосподарств та 46 мешканців; у Веселому — 2 домогосподарства й 22 мешканці; на хуторі Боголюбові — 6 домогосподарств й 48 осіб.
До 2020 року орган місцевого самоврядування — Зорянська сільська рада.
12 червня 2020 року, відповідно до розпорядження Кабінету Міністрів України № 709-р від «Про визначення адміністративних центрів та затвердження територій територіальних громад Дніпропетровської області», увійшло до складу  Слов'янської сільської громади.
19 липня 2020 року, в результаті адміністративно-територіальної реформи і ліквідації Межівського району, село увійшло до складу новоутвореного Синельниківського району.